# قلمرو اوواری

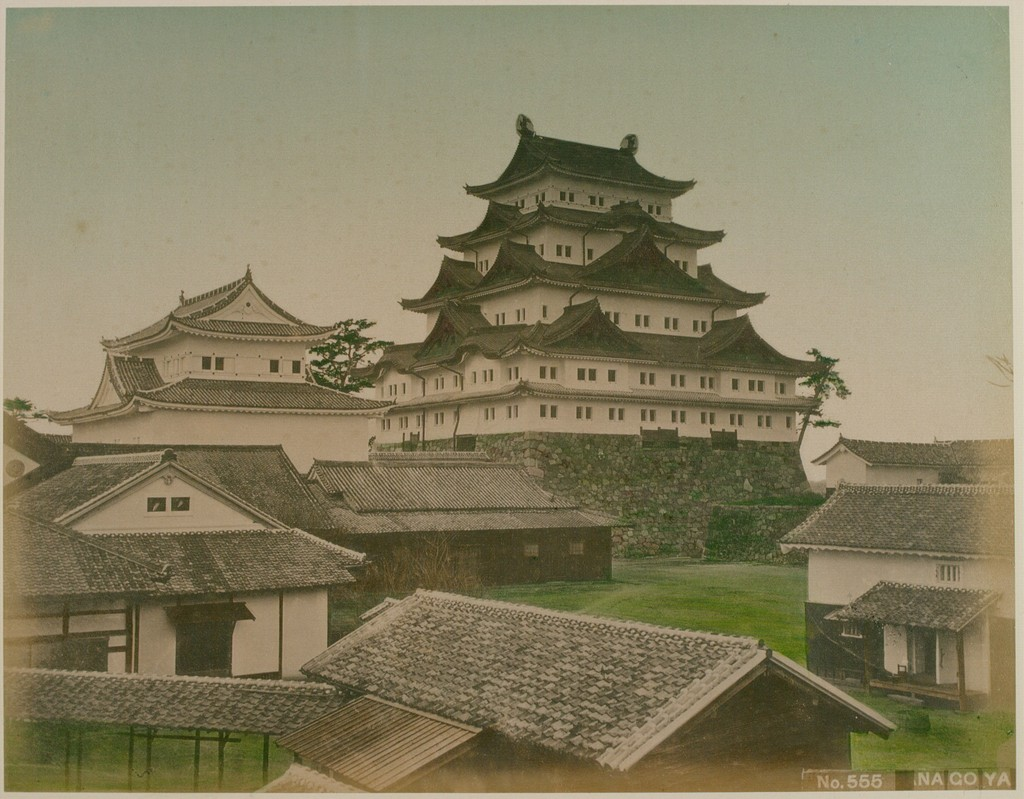
قلعه ناگویا مرکز اداری قلمرو اوواری بود.

قلمرو اوواری (به ژاپنی: 尾張藩 Owari han) یک ملک فئودالی در دوره ادو در ژاپن بود. واقع در بخش غربی استان آیچی کنونی، که با بخشی از ولایت اوواری، ولایت مینو، و ولایت شینانو قبل از دوره ادو منطبق بود. دفتر اداری آن در قلعه ناگویا واقع بود. در اوج خود، ۶۱۹٬۵۰۰ ککو وسعت داشت و بزرگ‌ترین ملک فئودالی خاندان توکوگاوا به غیر از ملک شوگون حاکم در شوگونسالاری توکوگاوا بود.